# Колегіум Маюс (Краків)

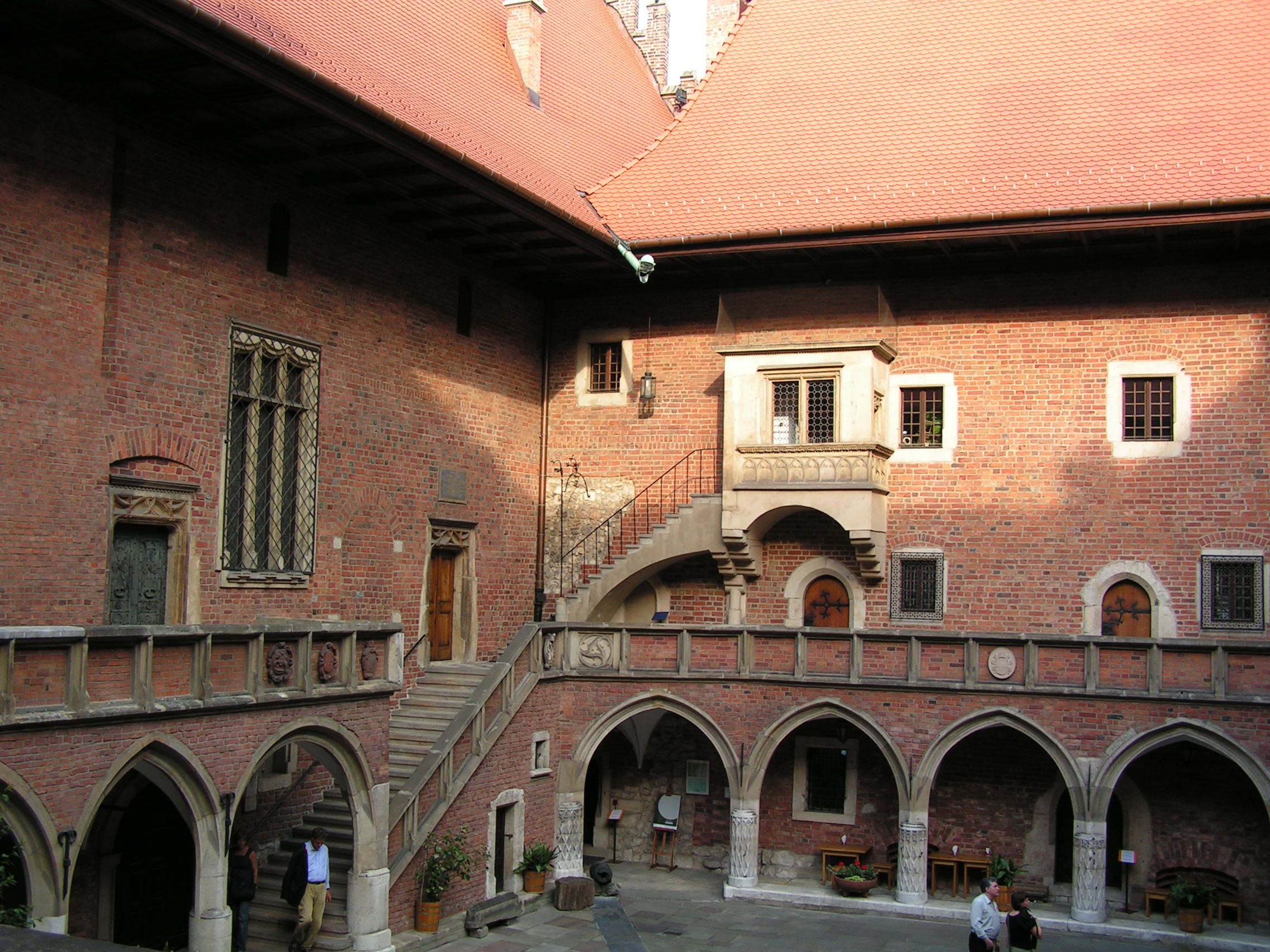
Колегіум Маюс

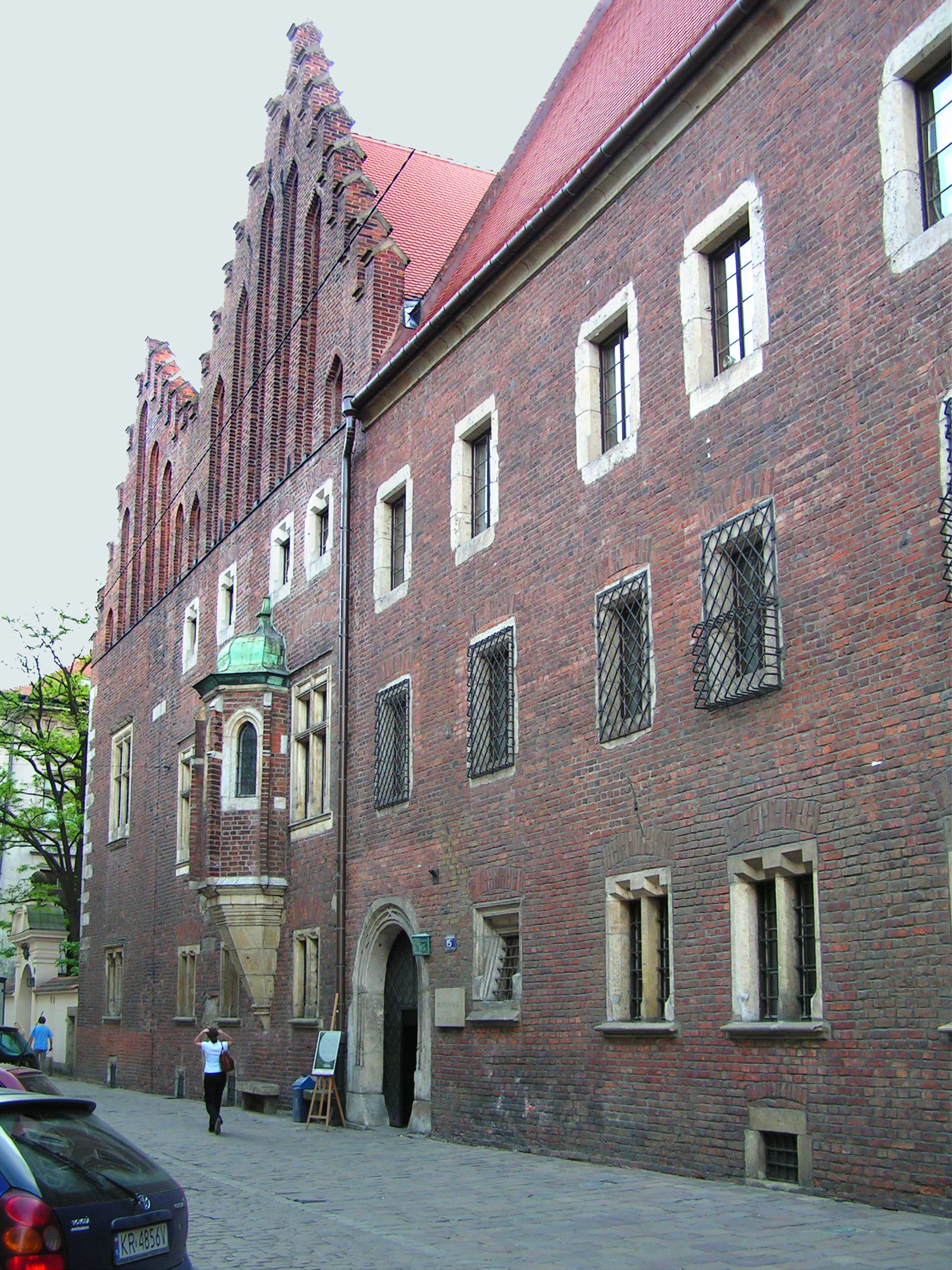
Фасад Колегіуму з вул. Ягеллонської

Колегіум Маюс у Кракові (лат. Collegium Maius — великий колегіум) — найстаріший будинок Краківської академії, розташований на перехресті вулиць святої Анни та Ягеллонської у Кракові, Польща. Зараз належить до Ягеллонського університету. Започаткований у 15 столітті. Ймовірно, саме в його приміщеннях викладав відомий український учений Юрій Дрогобич.